# David Cunniff
David Cunniff (* 9. Oktober 1970 in South Boston, Massachusetts) ist ein ehemaliger US-amerikanischer Eishockeyspieler und derzeitiger -trainer. Während seiner Karriere absolvierte er zwischen 1997 und 2000 120 Spiele für die Albany River Rats in der American Hockey League. Seit 2015 ist er Assistenztrainer der Iowa Wild in der AHL. Sein Vater John Cunniff bestritt 65 Partien in der World Hockey Association und war unter anderem Cheftrainer der US-amerikanischen Nationalmannschaft und in der National Hockey League.

## Karriere
Cunniff spielte während seiner Collegezeit am Salem State College im Spielbetrieb der National Collegiate Athletic Association. Zur Saison 1996/97 – im Alter von fast 26 Jahren – wechselte der US-Amerikaner schließlich in den Profibereich und spielte in seiner ersten Spielzeit für die Jacksonville Lizard Kings und Raleigh IceCaps in der East Coast Hockey League. Für die IceCaps absolvierte Cunniff auch große Teile des Spieljahres 1997/98, machte aber in vier Begegnungen auch erste Erfahrungen in der American Hockey League bei den Albany River Rats, die in dieser Zeit von seinem Vater betreut wurden. Ab der Saison 1998/99 war der gelernte linke Flügelstürmer dann fester Bestandteil des Kaders der River Rats. Insgesamt bestritt er 120 Partien für das Team, in denen ihm fünf Tore und 20 Assists gelangen, aber er auch 219 Minuten auf der Strafbank verbrachte. Nachdem er die gesamte Saison 2000/01 ausgesetzt hatte, wagte er zur folgenden Spielzeit noch einen Comebackversuch in der ECHL bei den Louisiana IceGators und Richmond Renegades. In seiner letzten Saison lief er in nur 24 Partien auf und beendete danach endgültig seine Karriere als Aktiver.
Im Anschluss an seine Profikarriere trat Cunniff in die Fußstapfen seines inzwischen verstorbenen Vaters. Er wurde als Assistenztrainer von den Cleveland Barons aus der AHL unter Vertrag genommen. Dort arbeitete er unter Cheftrainer Roy Sommer. Zur Saison 2006/07 zogen die Barons nach Worcester im US-Bundesstaat Massachusetts und nannten sich in Worcester Sharks um. Trotzdem verblieb Cunniff mit Sommer im Trainerstab. Im Endeffekt blieb Cunniff acht Jahre als Assistenztrainer in Worcester, bis er sich zur Saison 2014/15 in gleicher Position den Albany Devils anschloss. Bereits nach einem Jahr wechselte er ebenfalls als Assistenztrainer zu den Iowa Wild, die er allerdings im Februar 2016 interimsweise als Cheftrainer übernahm, nachdem John Torchetti den bei den Minnesota Wild entlassenen Mike Yeo ersetzte. Nach dem Ende der Saison kehrte er wieder in die Position des Assistenztrainers der Wild zurück.

## Karrierestatistik

### Als Spieler
(Legende zur Spielerstatistik: Sp oder GP = absolvierte Spiele; T oder G = erzielte Tore; V oder A = erzielte Assists; Pkt oder Pts = erzielte Scorerpunkte; SM oder PIM = erhaltene Strafminuten; +/− = Plus/Minus-Bilanz; PP = erzielte Überzahltore; SH = erzielte Unterzahltore; GW = erzielte Siegtore; 1 Play-downs/Relegation; Kursiv: Statistik nicht vollständig)